# I Wish : Nos vœux secrets
Pour les articles homonymes, voir I Wish.
Pour plus de détails, voir Fiche technique et Distribution.
I Wish : Nos vœux secrets (奇跡, Kiseki) est un film japonais réalisé par Hirokazu Kore-eda, sorti en 2011.

## Synopsis
Koichi vit avec sa mère à Kagoshima, séparé de son frère Ryûnosuke à la suite du divorce de leurs parents. Ryûnosuke vit avec son père dans une ville éloignée mais les deux frères gardent contact et complicité. Ils ont la nostalgie de leur vie d'avant et souhaiteraient être à nouveau une famille unie de quatre personnes. L'inauguration prochaine du Shinkansen dans l'île de Kyushu les amène à croire que leur vœu se réalisera s'il est exprimé au moment et à l'endroit où les deux premiers trains à grande vitesse se croiseront sur ce trajet. C'est le cadre d'un voyage initiatique des deux frères et de leurs amis.

## Fiche technique
- Titre original : 奇跡, Kiseki
- Titre français : I Wish : Nos vœux secrets
- Réalisation : Hirokazu Kore-eda
- Scénario : Hirokazu Kore-eda
- Musique : Kishida Shigeru
- Pays d'origine : Japon
- Format : Couleurs - 35 mm - 1,85:1 - Dolby Digital
- Genre : drame
- Durée : 128 minutes
- Dates de sortie :
  - Japon : 11 juin 2011
  - France : 11 avril 2012

## Distribution
- Koki Maeda : Koichi Ōsako, le frère ainé
- Ōshirō Maeda : Ryūnosuke Kinami, le frère cadet
- Nene Ōtsuka : Nozomi Ōsako, la mère
- Joe Odagiri : Kenji Kinami, le père
- Ryōga Hayashi : Tasuku
- Seinosuke Nagayoshi : Makoto
- Kyara Uchida : Megumi Ariyoshi
- Kanna Hashimoto : Kanna Hayami
- Rento Isobe : Rento Isobe
- Yui Natsukawa : Kyōko Ariyoshi
- Hiroshi Abe : Mamoru Sakagami, un professeur
- Masami Nagasawa : Kōchi Mitsumura, un professeur
- Yoshio Harada : Wataru Yamamoto
- Kirin Kiki : Hideko Osako
- Isao Hashizume : Shukichi Osako